# Batrachochytrium salamandrivorans
Batrachochytrium salamandrivorans – gatunek grzybów z rzędu Rhizophydiales.

## Charakterystyka
Gatunek opisany po raz pierwszy w 2013 roku. W przeciwieństwie do spokrewnionego Batrachochytrium dendorbatidis występuje filamentacja in vitro. Grzyb ten najlepiej rośnie w temperaturze 10-15°C. B. salmandrivorans jest drugim (po B. dendorbatidis) gatunkiem grzyba wywołującym chytridiomikozę, a infekcje obserwuje się praktycznie wyłącznie u płazów ogoniastych. Grzyb ten występuje endemicznie w Azji Wschodniej, a do jego rozprzestrzenienia doszło w związku z międzynarodowym handlem płazami ogoniastymi jako zwierzętami domowymi. B. salmandrivorans zagraża głównie płazom ogoniastym Europy, a w Holandii chytridiomikoza spowodowana przez ten gatunek grzyba doprowadziła do spadku populacji salamandry plamistej o 99,9%. 